# Pavel Kubánek
Pavel Kubánek (* 6. září 1968 Uherské Hradiště) je bývalý český fotbalový obránce.

## Fotbalová kariéra
Hrál za FC Baník Ostrava, SK Chrudim, Fotbal Frýdek-Místek a FC NH Ostrava. V československé a české nejvyšší soutěži nastoupil v 96 utkáních a dal 6 gólů. V evropských pohárech nastoupil ve 3 utkáních.
V nižších soutěžích byl hráčem klubů ŠSK Bílovec (1999–2001), Fotbal Fulnek (2001–2010) a SK Velké Albrechtice (od 02.09.2010).

## Ligová bilance
| Ročník                                   | Zápasy | Góly | Klub             |
| ---------------------------------------- | ------ | ---- | ---------------- |
| 1. československá fotbalová liga 1989/90 | 6      | 1    | FC Baník Ostrava |
| 1. československá fotbalová liga 1990/91 | 25     | 1    | FC Baník Ostrava |
| 1. československá fotbalová liga 1991/92 | 13     | 1    | FC Baník Ostrava |
| 1. československá fotbalová liga 1992/93 | 2      | 0    | FC Baník Ostrava |
| 1. česká fotbalová liga 1993/94          | 25     | 3    | FC Baník Ostrava |
| 1. česká fotbalová liga 1994/95          | 17     | 0    | FC Baník Ostrava |
| 1. česká fotbalová liga 1995/96          | 8      | 0    | FC Baník Ostrava |
| CELKEM                                   | 96     | 6    |                  |